# Лондон, Стейси
Стейси Лондон (англ. Stacy London, родилась 25 мая 1969 года, Нью-Йорк, США) — американский стилист, консультант моды, писатель и редактор журнала, известная в первую очередь как соведущая (2003—2013) Клинтона Келли в передаче «Это лучше не носить». Делала репортажи для Access Hollywood, The Early Show и Today. Она является совладельцем «Style for Hire» и креативным директором «Westfield Style». С 2015 года ведущая телепередачи «Любить, желать или сбежать».

## Ранние годы
Стейси Лондон родилась и выросла в Нью-Йорке, имеет сицилийское происхождение по матери и еврейское по отцу. Её мать Джой — венчурный капиталист, мачеха Виктория — автор романов, отец — Герберт Лондон — почётный президент Института Хадсона. Лондон окончила Колледж Вассара с двумя степенями: в области современной философии и немецкой литературы; была членом общества Фи Бета Каппа. Во время летней стажировки в Париже в департаменте по связям с общественностью Christian Dior она серьёзно заинтересовалась карьерой в области индустрии моды.

## Карьера
Лондон начала свою карьеру с должности ассистента в журнале Vogue, позже стала старшим фэшн-редактором журнала Mademoiselle. Была стилистом в фотосессиях для таких изданий, как Italian D, Nylon и Contents, а также стилистом таких знаменитостей как Кейт Уинслет и Лив Тайлер. Участвовала в качестве стилиста на шоу таких дизайнеров как Ребекка Тейлор, Ghost, Вивьен Там. Она работала над рекламными кампаниями различных брендов, среди её клиентов Hanesbrands, Wonderbra, Bali, Procter & Gamble, CoverGirl, Suave, Target,Levi Strauss & Co., Maytag, Swatch, Longines и Calvin Klein.
Лондон начала участвовать в качестве соведущей на канале TLC в программе «Это лучше не носить» в первом сезоне в 2003 году. В 2005 году она и соведущий Клинтон Келли написали книгу под названием «Dress Your Best». Лондон известна своей любовью к туфлям на высоких каблуках, которых у неё более 300 пар. На обзоре лучших моментов выпусков 2005 года передачи «Это лучше не носить» (What Not to Wear) Клинтон Келли дразнил Лондон, говоря: «... есть столько великих моментов, как количество туфель на высоких каблуках в гардеробе Стейси». В 2008 году Лондон вела своё собственное ток-шоу «Shut Up! It's Stacy London!», которое стало пилотным эпизодом к программе Fashionably Late with Stacy London. Лондон делала модные репортажи для Weekend Today, The Early Show, Good Day Live, and Access Hollywood; часто выступает на канале NBC в шоу Today.
В 2009—2010 годы была послом таких брендов, как Pantene, Woolite, Dr. Scholl's и Riders by Lee. В дополнение к её обязанностям ведущей Лондон исо своим деловым партнёром Синди Маклафлин стала одним из основателей «Style for Hire» — онлайн-сервиса, сопоставляющего людей со стилистами, находящимися поблизости. Цель этого интернет-сервиса — привнести личные услуги стилистов людям имеющим средний доход. Пробная версия «Style for Hire» была запущена 13 сентября 2010 года в Вашингтоне.  
Сервис запущен в работу в полном объеме 16 апреля 2012 года. На то время было 135 стилистов в 24 городах. Лондон также является креативным директором Westfield Style и главным редактором журнала Westfield STYLE magazine. Westfield's Style Lounges работают с профессиональными стилистами из «Style for Hire», которые предоставляют бесплатные консультации по стилю и моде. Есть три Style Lounges, расположенных в Westfield Garden State Plaza в Нью-Джерси, Westfield Montgomery в штате Мэриленд, и Westfield Trumbull в штате Коннектикут.
Стейси Лондон работала исполнительным продюсером «Big Brooklyn Style» — реалити-шоу о впечатлениях клиентов в бутике Lee Lee's Valise в Нью-Йорке, премьера которого состоялась 29 мая 2012 года на канале TLC. В феврале 2013 года она стала редактором по особым поручениям журнала Shape. В её должности она должна писать колонку о моде для журнала каждый месяц. В марте 2013 года канал TLC объявил о съёмках заключительного сезона «Это лучше не носить» (What Not to Wear), стартующего в июле. Лондон прокомментировала: «Это шоу изменило меня и траекторию моей жизни ... Я надеюсь, что мы затронули [наших участников] настолько, насколько они затронули меня. Я надеюсь, что мы затронули наших зрителей». В январе 2015 года канал TLC объявил о том, что Стейси Лондон будет ведущей в шоу л«Любить, желать или сбежать», похожем на её предыдущую программу «Это лучше не носить» (What Not to Wear).

## Личная жизнь
В детстве Стейси страдала от псориаза. Благодаря своему опыту в этой проблеме она стала участником Национального Фонда Псориаза в 2007 году и кампании Abbvie «Uncover Your Confidence» в 2013 году. Она известна своей природной седой прядью в передней части волос. Её контракт с Pantene включает в себя «серую оговорку», согласно которой эта прядь должна оставаться в таком же виде. В начале 1990-х годов Лондон боролась с анорексией, перееданием и проблемами с весом. При росте 170 см (5 футов 7 дюймов), она весила и 41 кг (90 фунтов) её самый легкий вес, и 82 кг (180 фунтов) — её самый большой вес. В 2007 интервью журналу Sirens она рассказывала «Я была каждого размера в моей жизни. Я носила меньше нулевого и больше 16 размера. У меня было много проблем с формой моего тела и весом всю мою жизнь и пришлось проделать большую работу, чтобы понять ,что независимо от моего веса и того, как я чувствую, я не могу найти платье, которое заставило бы меня чувствовать себя сексуальной и сильной».
В 2010 году фотография Лондон была помещена журналом Time Out в статье-серии фото о самых стильных жителях Нью-Йорка. В том же году она играла в офф-бродвейской пьесе Love, Loss, and_What I Wore, представляющей собой серию монологов о женской одежде и их отношение к события / воспоминаниям. По состоянию на 2015 год Стейси Лондон никогда не была замужем женат и не имеет детей. Она рассуждает о холостяцкой жизни, важности личного стиля, её прошлой борьбе с расстройствами пищевого поведения в своей второй книге-мемуарах под названием «Правда о стиле» (The Truth About Style).